# 联合与替代左翼
联合与替代左翼（缩写为EUiA）是西班牙加泰罗尼亚自治区的一个左翼政党联盟（拥有注册政党地位），成立于1998年。该联盟的意识形态为共产主义、马克思主义、生态主义、共和主义，并主张加泰罗尼亚独立。该联盟曾是联合左翼的成员，直到2019年6月8日关系破裂。该联盟最初由加泰罗尼亚共产党人党和现存的加泰罗尼亚统一社会党组成，但此后长时间内这两个政党仍保留自己的组织。2014年11月1日，加泰罗尼亚共产党人党和现存的加泰罗尼亚统一社会党及一些独立的共产主义支持者组建了新政党加泰罗尼亚共产党人，该党仍然是联合与替代左翼的成员。西班牙托洛茨基主义政党极光—马克思主义组织的加泰罗尼亚分支也参加了该联盟的活动。

## 外部連結
- 官方網站 （页面存档备份，存于） （文）